# WACS
WACS, actualmente conocida como WORLDCHEFS, es la Asociación Mundial de Sociedades de Cocineros (en inglés: World Association of Chefs Societies) y es una red mundial de asociaciones de cocineros.
WACS actualmente tiene representación de 93 países y más de 10 millones de asociados.

## Historia
La Organización data de octubre de 1928 y fue fundada en la Sorbona de París. En su primer congreso hubo 65 delegados de 17 países, que representaban 36 asociaciones nacionales e internacionales, y el reputado cocinero francés Auguste Escoffier fue nombrado  primer Presidente Honorario de la WACS.

## Sistema administrativo
La WACS es administrada por un órgano elegido Presidente de la WACS presidente, vicepresidente, tesorero, secretario general y Embajador de presidente honorario, así como una junta de directores continentales que atienden a las regiones de Asia, Europa, África, el Pacífico y las Américas. Un comité aparte administra todos los asuntos relacionados con las competencias culinarias. Se organiza en tres Comités: Concursos culinarios, Comunicación y Educación.

## Declaración de misión
La Asociación Mundial de Sociedades de Cocineros es una organización no política y profesional, dedicada al mantenimiento y mejora de las normas culinarias de la cocina mundial.
Para lograr estos objetivos vela por la educación, la formación y el desarrollo profesional de sus miembros internacionales. Como autoridad y líder de opinión en la alimentación, W.A.C.S representa una voz global sobre todas las cuestiones relacionadas con la profesión culinaria.

## Cronología
A fines del siglo XIX s estableció el contacto entre diversas asociaciones de chef.
- 1919 International labour office abre en Ginebra, Suiza
- 1920 La federación Suiza de gastrónomos introduce en mayo la idea de una asociación internacional de chefs.
- 1928 La asociación World Association of Chefs Societies (acrónimo de las siglas en inglés: WACS) se establece en Sorbonne, París. August Escoffier es declarado el presidente honorario.
- 1930 Congreso en París, Francia
- 1936 Congreso en Niza, Francia
- 1939/45 a raíz de la Segunda Guerra Mundial el contacto se suspende entre los miembros de la asociación WACS
- 1949 SKV secretario W. Salzmann y la federación suiza de cocineros restablece WACS
- 1951 Congreso en Frankfurt, Alemania. Suiza asume la presidencia de la asociación WACS
- 1954 Congreso en Berna, Suiza
- 1956 Congreso en Frankfurt, Alemania. Austria asume la presidencia de la asociación WACS
- 1958 Congreso en Bruselas, Bélgica
- 1960 Congreso en Viena, Austria. Alemania toma la presidencia de la asociación WACS
- 1962 Congress en Estocolmo, Suecia
- 1964 Congress en Frankfurt, BRD. Suiza toma la presidencia WACS
- 1966 Congreso en Tel Aviv, Israel
- 1968 WACS celebra su cuadragésimo aniversario. Congreso en Ginebra, Suiza. Austria asume la presidencia de la asociación WACS
- 1970 Congreso en Budapest, Hungría
- 1972 Congreso en Frankfurt, BRD. La federación de cocineros alemanes deja la presidencia
- 1974 Congreso en Banff, Canadá. Reunión constitutiva entre miembros de diferentes continentes. Emile Perrin es elegido por los presidentes honorarios
- 1976 Congreso en Frankfurt, Alemania. Francia asume la dirección de WACS
- 1978 Congreso en París, Francia
- 1980 Congreso en Roma, Italia. Canadá asume la presidencia WACS
- 1982 Congress en Viena, Austria y Budapest, Hungría
- 1984 Congreso en Orlando, USA. Canadá retiene la presidencia WACS
- 1986 Congreso en Liubliana, Eslovenia
- 1988 WACS celebra su 60 aniversario. Congreso en Johannesburgo, South África. Alemania asume la dirección de WACS
- 1990 Congreso en Singapur
- 1992 Congreso en Frankfurt, Alemania. USA asume la presidencia WACs
- 1994 Congreso en Stavanger, Noruega
- 1996 Congreso en Jerusalén, Israel. Sud África asume la dirección de WACS
- 1998 WACS celebra su 70 aniversario. Congreso en Melbourne, Australia
- 2000 Congreso en Maastricht, Holanda. Alemania gana la presidencia WACS
- 2002 Congreso en Kioto, Japón
- 2004 Congreso en Dublín, Irlanda. EE. UU. asume la presidencia de la WACS
- 2006 Congreso en Auckland, Nueva Zelanda
- 2008 Congreso en Dubái, Emiratos Árabes Unidos. Islandia asume la presidencia de WACS
- 2010 Congreso en Santiago de Chile
- 2012 Se reelige a Islandia para un segundo mandato de presidencia